# Опсилии
Опси́лии (лат. Opsilii) — малоизвестной плебейский род в Древнем Риме. Известно, что ни один из представителей данного рода не являлся магистратом, а их имена известны исключительно благодаря обнаруженным надписям.

## Происхождение номена
Номен Опсилий принадлежит к числу римских родов (лат. gens), образованных путём добавления к собственному имени суффикса –ilius/–illius. В этом случае Опсилий происходит от более распространённого родового имени Опсий, носители которого, тем не менее, впервые упоминаются в сохранившихся античных источниках со времён правления императора Тиберия. По мнению известного исследователя происхождения римских родовых имён Георга Дэвиса Чейза, от Опсиев также могли произойти Опсидии (или Обсидии). Общим корнем для всех трёх номенов является op– («помощь»), основанный на имени богини Опс так же, как и преномен Опитер, патронимы Опитерний и Опетрей, а также номен Оппий. Считается, что большинство этих родовых имён имеют сабинское или самнитское происхождение.

## Известные представители
- Опсилия, воздвигшая надгробие в Тускуле своему скончавшемуся супругу Марку Целию Винициану, народному трибуну 53 года до н. э. и проконсулу Вифинии в 47 году[2];
- Марк Опсилий, сын Марка, похоронен в Фануме (Умбрия[3][4]);
- Публий Опсилий Алексат, вольноотпущенник некоего Публия Опсилия, указанный на дедикативной надписи в Интерамне[5];
- Опсилий, центурион римской когорты, дислоцировавшейся на территории нынешней дер. Гилсленд, входившей в состав провинции Британия[6];
- Опсилий Коний, умерший в тридцатилетнем возрасте и похороненный в Каралисе на Сардинии. Его жена построила ему гробницу, которую датируют промежутком между 201 и 230 годом[7];
- Секст Опсилий Гемин, имя которого фигурирует в одной библиотечной надписи, найденной в Рурмонде, бывшей земле провинции Нижняя Германия (лат. Germania Inferior[8]);
- Марк Опсилий Мидас, либертин некоего Марка Опсилия, увековеченный в одной римской надписи[9];
- Луций Опсилий Памфил, как и предыдущий, в качестве вольноотпущенника упомянут в групповой надписи из Рима[10][11];
- Тит Опсилий Сатурнин, имя которого зафиксировано на одной дедикативной надписи, обнаруженной в Риме[12];
- Опсилия, имя которой совместно с предыдущим содержит посвятительная надпись[12].